# Bande de résistance
 (septembre 2016).
Améliorez-le ou discutez des points à vérifier. 

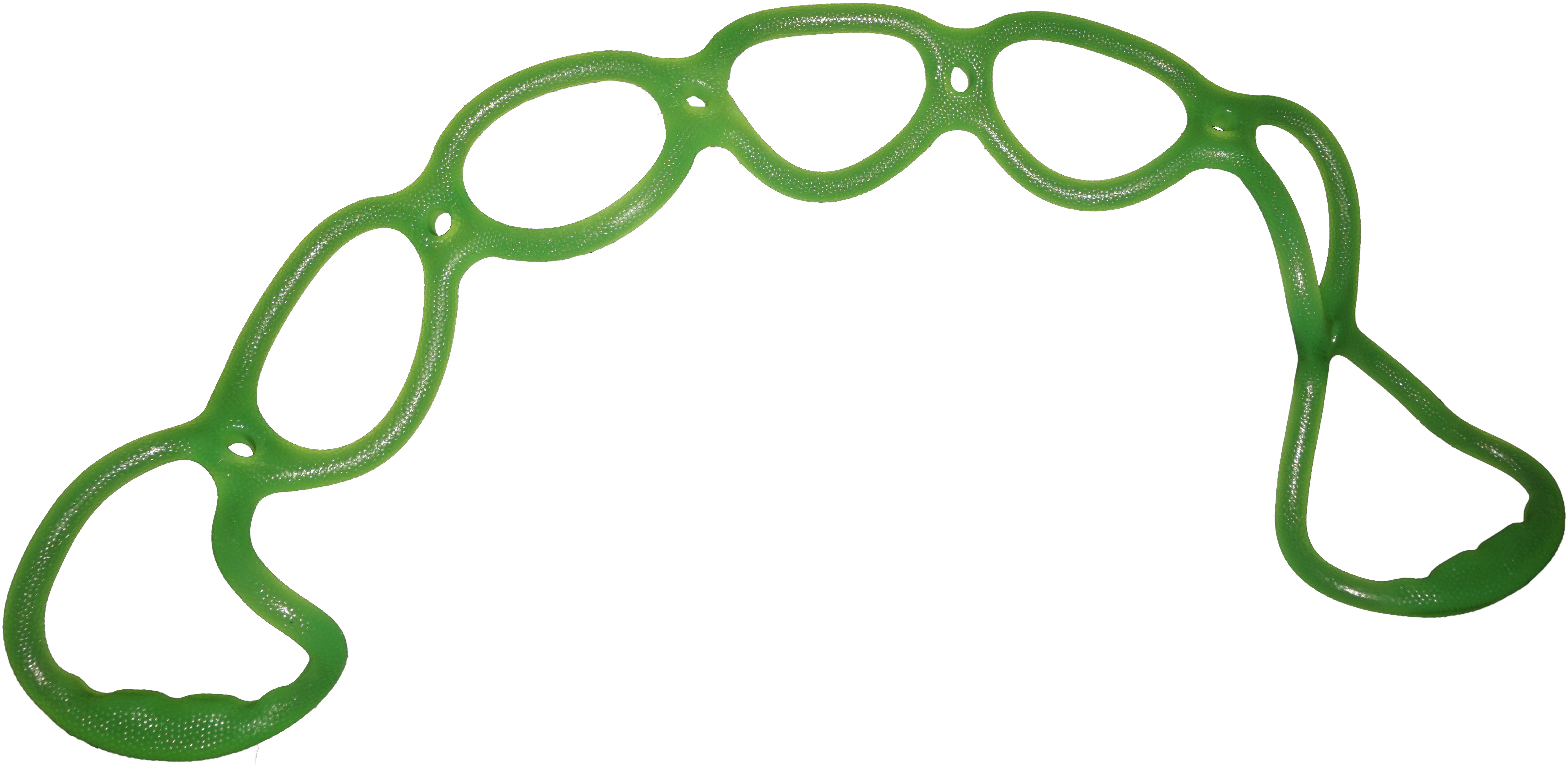
Bande de résistance

Les bandes de résistance sont des accessoires pratiques et bon marché (en comparaison du prix des poids ou de la pratique du sport en salle), qui permettent le développement de la force et l’hypertrophie musculaire. Il existe de multiples exercices variés permettant de cibler des groupes de muscles spécifiques.
Elles sont en outre souvent utilisées en médecine physique et de réadaptation, notamment à la suite de blessures musculaires, ou pour des patients en réadaptation cardiaque.
Parmi les promoteurs notoires de la musculation à l’aide de bandes de résistance, on compte le Français Christophe Carrio (ancien champion de karaté) et l’Américain James Grage, qui proposent l’un comme l’autre, à travers leurs publications ou leurs sites Internet respectifs, de très nombreux exercices.